# Predrag Timko
Predrag Timko, srbski rokometaš, * 27. julij 1949.
Leta 1976 je na poletnih olimpijskih igrah v Montrealu v sestavi jugoslovanske rokometne reprezentance osvojil peto mesto.